# گذرگاه گوادلوپ

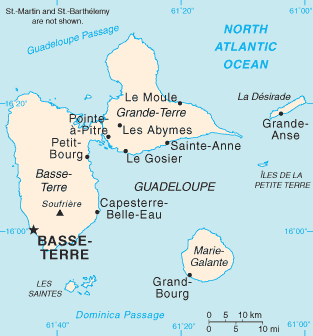

گذرگاه گوادلوپ (انگلیسی: Guadeloupe Passage) تنگه ای در دریای کارائیب می‌باشد که گوادلوپ را از مونتسرات و آنتیگوآ و باربودا جدا می‌کند.